# Pauwels Sauzen-Bingoal
L'equip Marlux-Napoleon Games (codi UCI: MNG), conegut anteriorment com a Sunweb, és un equip ciclista belga, de ciclisme en ruta i ciclocròs. Creat al 2006, té categoria continental des de l'any següent.

## Principals resultats
- Gran Premi Etienne De Wilde: Tim Merlier (2015)

### A les grans voltes
- Giro d'Itàlia
  - 0 participacions

- Tour de França
  - 0 participacions

- Volta a Espanya
  - 0 participacions

## Composició de l'equip
| \| Llista de l'equip 2016 \| Llista de l'equip 2016 \| Llista de l'equip 2016 \| Llista de l'equip 2016 \| \| Ciclista \| Data de naixement \| Equip previ \| \| \| ---------------------------------------- \| ---------------------- \| ---------------------- \| ---------------------- \| \| Angelo De Clercq \| 10 de desembre de 1991 \| \| \| \| Johan Jacobs (1 de gen–14 de nov) \| 1 de març de 1997 \| \| \| \| Thomas Joseph \| 6 de desembre de 1996 \| \| \| \| Kevin Pauwels \| 12 de abril de 1984 \| Telenet-Fidea (2011) \| \| \| Elias Van Hecke \| 19 de març de 1996 \| \| \| \| Yorben Van Tichelt \| 12 de juliol de 1994 \| \| \| \| Dieter Vanthourenhout \| 20 de juny de 1985 \| BKCP-Powerplus (2013) \| \| \| Michael Vanthourenhout \| 10 de desembre de 1993 \| BKCP-Powerplus (2013) \| \| \| Klaas Vantornout \| 19 de maig de 1982 \| Fidea (2007) \| \| \| Gianni Vermeersch (1 de juny–31 de març) \| 19 de novembre de 1992 \| BKCP-Powerplus (2013) \| \| \| \| \| \| \| \| Fonts: ProCyclingStats Cycling Archives \| \| \| \|Nota: Angelo De Clercq |                        |                       |  |
| Llista de l'equip 2016 |                        |                       |  |
| Ciclista | Data de naixement      | Equip previ           |  |
| Angelo De Clercq | 10 de desembre de 1991 |                       |  |
| Johan Jacobs (1 de gen–14 de nov) | 1 de març de 1997      |                       |  |
| Thomas Joseph | 6 de desembre de 1996  |                       |  |
| Kevin Pauwels | 12 de abril de 1984    | Telenet-Fidea (2011)  |  |
| Elias Van Hecke | 19 de març de 1996     |                       |  |
| Yorben Van Tichelt | 12 de juliol de 1994   |                       |  |
| Dieter Vanthourenhout | 20 de juny de 1985     | BKCP-Powerplus (2013) |  |
| Michael Vanthourenhout | 10 de desembre de 1993 | BKCP-Powerplus (2013) |  |
| Klaas Vantornout | 19 de maig de 1982     | Fidea (2007)          |  |
| Gianni Vermeersch (1 de juny–31 de març) | 19 de novembre de 1992 | BKCP-Powerplus (2013) |  |
| |                        |                       |  |
| Fonts: ProCyclingStats Cycling Archives |                        |                       |  |

| \| Llista de l'equip 2017 \| Llista de l'equip 2017 \| Llista de l'equip 2017 \| Llista de l'equip 2017 \| \| Ciclista \| Data de naixement \| Equip previ \| \| \| --------------------------------------- \| ---------------------- \| ---------------------- \| ---------------------- \| \| Angelo De Clercq (27 de juny–31 de des) \| 10 de desembre de 1991 \| \| \| \| Jarne Driesen \| 17 de maig de 1998 \| \| \| \| Kobe Goossens \| 29 de abril de 1996 \| Telenet-Fidea (2016) \| \| \| Eli Iserbyt \| 22 de octubre de 1997 \| Telenet-Fidea (2016) \| \| \| Thomas Joseph \| 6 de desembre de 1996 \| \| \| \| Kevin Pauwels \| 12 de abril de 1984 \| Telenet-Fidea (2011) \| \| \| Tijl Pauwels (23 de maig–31 de des) \| 24 de agost de 1998 \| \| \| \| Gianni Siebens \| 17 de juliol de 1998 \| \| \| \| Dieter Vanthourenhout \| 20 de juny de 1985 \| BKCP-Powerplus (2013) \| \| \| Michael Vanthourenhout \| 10 de desembre de 1993 \| BKCP-Powerplus (2013) \| \| \| Klaas Vantornout \| 19 de maig de 1982 \| Fidea (2007) \| \| \| \| \| \| \| \| Font: UCI \| \| \| \|Nota: Angelo De Clercq Nota: Jarne Driesen |                        |                       |  |
| Llista de l'equip 2017 |                        |                       |  |
| Ciclista | Data de naixement      | Equip previ           |  |
| Angelo De Clercq (27 de juny–31 de des) | 10 de desembre de 1991 |                       |  |
| Jarne Driesen | 17 de maig de 1998     |                       |  |
| Kobe Goossens | 29 de abril de 1996    | Telenet-Fidea (2016)  |  |
| Eli Iserbyt | 22 de octubre de 1997  | Telenet-Fidea (2016)  |  |
| Thomas Joseph | 6 de desembre de 1996  |                       |  |
| Kevin Pauwels | 12 de abril de 1984    | Telenet-Fidea (2011)  |  |
| Tijl Pauwels (23 de maig–31 de des) | 24 de agost de 1998    |                       |  |
| Gianni Siebens | 17 de juliol de 1998   |                       |  |
| Dieter Vanthourenhout | 20 de juny de 1985     | BKCP-Powerplus (2013) |  |
| Michael Vanthourenhout | 10 de desembre de 1993 | BKCP-Powerplus (2013) |  |
| Klaas Vantornout | 19 de maig de 1982     | Fidea (2007)          |  |
| |                        |                       |  |
| Font: UCI |                        |                       |  |

## Classificacions UCI

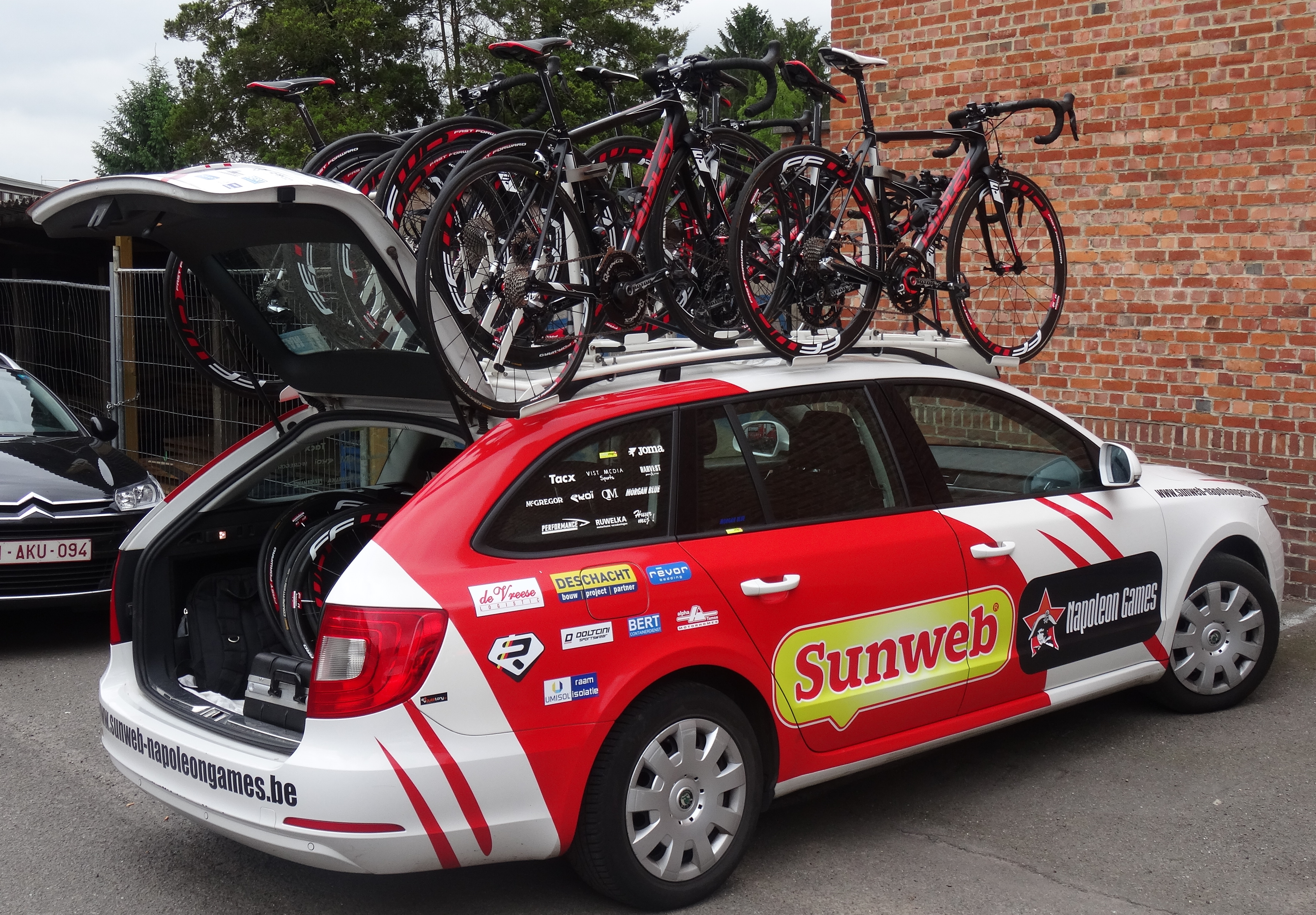
Vehicle de l'equip al 2014

A partir del 2007, l'equip participa en els Circuits continentals de ciclisme. La següent classificació estableix la posició de l'equip en finalitzar la temporada.
UCI Europa Tour
| Temporada | Classificació per equips | Millor ciclista en la classificació individual |
| --------- | ------------------------ | ---------------------------------------------- |
| 2007      | 125è                     | Sven Vanthourenhout (967è)                     |
| 2008      | 89è                      | Sven Vanthourenhout (227è)                     |
| 2009      | 116è                     | Sven Vanthourenhout (880è)                     |
| 2010      | 106è                     | Martin Zlámalík (766è)                         |
| 2011      | 88è                      | Tijmen Eising (298è)                           |
| 2012      | 101è                     | Klaas Vantornout (553è)                        |
| 2013      | 123è                     | Kevin Pauwels (1073è)                          |
| 2014      | 120è                     | Gianni Vermeersch (930è)                       |
| 2015      | 105è                     | Gianni Vermeersch (445è)                       |
| 2016      | 136è                     | Kevin Pauwels (1761è)                          |
| 2017      | 126è                     | Kevin Pauwels (1074è)                          |